# Bitwa pod Karksi
Bitwa pod Karksi – starcie zbrojne, które miało miejsce w Karksi-Nuia 29 października 1600 roku, podczas wojny polsko-szwedzkiej 1600–1611.
Jerzy Farensbach na czele oddziału złożonego z rot zaciężnych, Tatarów i pospolitego ruszenia, liczącego razem 1 200 ludzi, rozbił półtora tysięczne wojsko szwedzkie dowodzone przez syna Karola Sudermańskiego, Carla Carlssona Gyllenhielma. Nie więcej jak połowa Szwedów wróciła z wyprawy.